# Rhopilema verrilli
Rhopilema verrilli ist eine Qualle aus der Ordnung der Wurzelmundquallen.

## Merkmale
Der im Durchmesser 35 bis in einigen Fällen 50 cm große Schirm  der Rhopilema verrilli ist entweder klar durchsichtig oder creme-weiß gefärbt. Seitlich weist er eine rotbraune Pigmentierung auf. Am Schirmrand sind 48 Läppchen vorhanden. Diese Qualle hat keine Tentakel, jedoch sind mittig an der Unterseite des Schirms fingerförmige, dunkel gefleckte Arme vorhanden, die gekräuselte Fiederbänder zur Nahrungsfilterung vorweisen. An den schwach giftigen Nesselkapseln kann bei Berührung die Haut kaum bis gar nicht irritiert werden.
Rhopilema verrilli könnte man mit Stomolophus meleagris verwechseln, jedoch läuft bei letzterem der rundlichere und etwas rauere Schirm am Rand bräunlich an und auch die fingerförmigen Arme fehlen. Die Nesselkapseln des Stomolophus meleagris sind etwas giftiger.

## Vermehrung
Die Tiere sind getrenntgeschlechtlich. Im Polypenstadium kann jedoch eine Vermehrung durch ungeschlechtliche Knospung (selten) und durch die Bildung von Podocysten erfolgen.

## Ernährung
Rhopilema verrilli ernährt sich von winzigen Planktonteilen, die bei der Fortbewegung mit dem Wasser aus dem Schirm gepresst und mit den Fiederbändern aufgefangen werden.